# Superintendent (Britse politie)

Epaulet behorend bij de rang van superintendent

Superintendent is de rang bij de Britse politie die in Nederland ruwweg te vergelijken is met de rang van Commissaris

## Functie
De superintendent is de baas van een politiebureau. Deze persoon is daarbij de divisie-chef en uiteindelijke leidinggevende van alle rangen. Zijn/haar baas is weer de chiefconstable, de hoofdcommissaris.
De superintendent kan tevens als rechercheur optreden. Dit wordt een Detective Superintendent genoemd.